# Mannersdorf an der Rabnitz

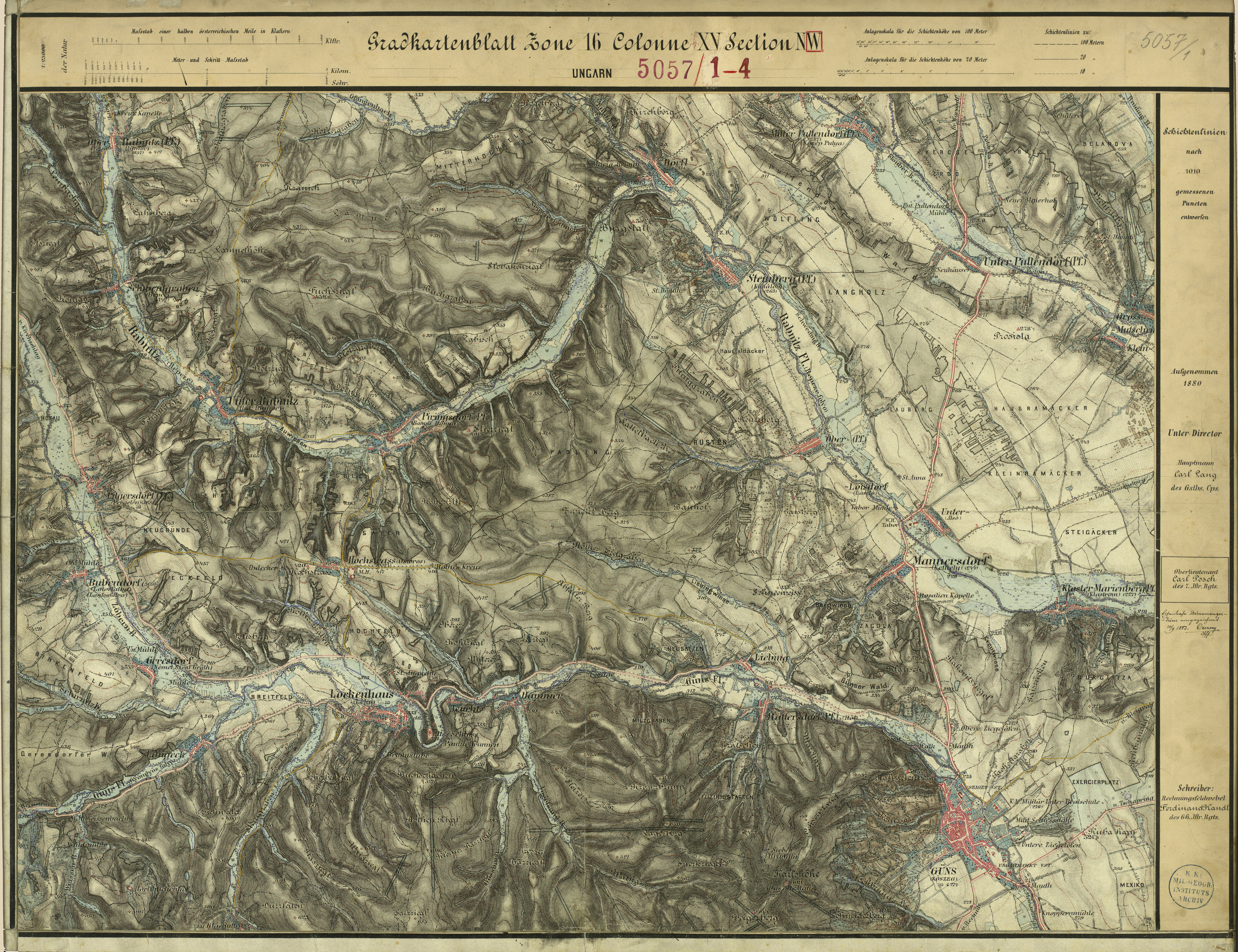
Mannersdorf (rechts) um 1880 (Aufnahmeblatt der Landesaufnahme)

Mannersdorf an der Rabnitz (ungarisch Répcekethely, Kethely; kroatisch Malištrof) ist eine Gemeinde mit 1782 Einwohnern (Stand 1. Jänner 2024) im Bezirk Oberpullendorf, Burgenland, Österreich.

## Geografie

### Geografische Lage
Die Gemeinde liegt im Mittelburgenland an den Ausläufern des Günser Gebirges an der Grenze zum Nachbarstaat Ungarn.

### Gemeindegliederung
Das Gemeindegebiet umfasst folgende fünf Ortschaften (in Klammern Einwohnerzahl Stand 1. Jänner 2024):
- Klostermarienberg (328)
- Liebing (213)
- Mannersdorf an der Rabnitz (579)
- Rattersdorf (453)
- Unterloisdorf (209)

Die Gemeinde besteht aus vier Katastralgemeinden (Fläche Stand 31. Dezember 2023):
- Klostermarienberg (771,6 ha)
- Mannersdorf an der Rabnitz (1.020,64 ha)
- Rattersdorf-Liebing (1.204,6 ha)
- Unterloisdorf (845,31 ha)

| Deutscher Ortsname         | Ungarischer Ortsname | Kroatischer Ortsname |
| -------------------------- | -------------------- | -------------------- |
| Klostermarienberg          | Borsmonostor         | Kloštar              |
| Liebing                    | Rendek               | -                    |
| Mannersdorf an der Rabnitz | Kéthely              | Malištrof            |
| Rattersdorf                | Rötfalva             | Ratištrof            |
| Unterloisdorf              | Alsólászló           | Dolnji Loštrof       |

### Nachbargemeinden
|            | Oberloisdorf                                |                           |
| Lockenhaus | Kompassrose, die auf Nachbargemeinden zeigt | Frankenau-Unterpullendorf |
|            | Ungarn                                      |                           |

## Geschichte
Vor Christi Geburt war das Gebiet Teil des keltischen Königreiches Noricum und gehörte zur Umgebung der keltischen Höhensiedlung Burg auf dem Schwarzenbacher Burgberg.
Später unter den Römern lag das heutige Mannersdorf dann in der Provinz Pannonia. Mannersdorf liegt an der römischen Bernsteinstraße.
2014 wurden bei archäologischen Untersuchungen im Vorfeld des Baus der B61a auf der Gemarkung der Gemeinde Unterloisdorf prähistorische Siedlungsreste sowie eine kleine römische Nekropole freigelegt. Die 30 Brand- und Körperbestattungen datieren in die Römische Kaiserzeit sowie in die spätrömische Epoche.
Zum Gemeindegebiet gehört auch das Kloster Marienberg, eine 1197 gegründete Zisterzienserabtei.

Der Ort gehörte wie das gesamte Burgenland bis 1920/21 zu Ungarn (Deutsch-Westungarn). Seit 1898 musste aufgrund der Magyarisierungspolitik der Regierung in Budapest der ungarische Ortsname Répczekethely verwendet werden. Nach Ende des Ersten Weltkriegs wurde nach zähen Verhandlungen „Deutsch-Westungarn“ in den Verträgen von St. Germain und Trianon 1919 Österreich zugesprochen. Der Ort gehört seit 1921 zum neu gegründeten Bundesland Burgenland. 

## Kultur und Sehenswürdigkeiten

Pfarrkirche Klostermarienberg

- Pfarrkirche Klostermarienberg
- Kloster Marienberg
- Wallfahrtskirche Rattersdorf

### Sport
1961 wurde der Sportverein Mannersdorf gegründet. Der Sportplatz wurde von der Gemeinde zur Verfügung gestellt. Mit der Aufnahme in den Dachverband Österreichische Turn- und Sportunion im gleichen Jahr wurde der Verein in UFC Mannersdorf umbenannt. Die Vereinsfarben sind blau/weiß. Der UFC spielte die Saison 1993/94 in der höchsten Spielklasse des Burgenlandes, der Landesliga. Nach einem Abstieg bis in die 1. Klasse spielte man seit der Saison 2004/05 wieder in der 2. Liga Mitte. Doch nach vielen Abgängen von starken Spielern, spielt man seit der Saison 2006/07 wieder in der 1. Klasse Mitte. 2019/20 spielte die Mannschaft in der 2. Klasse Mitte.

## Wirtschaft und Infrastruktur

### Wirtschaftssektoren
Im Jahr 1999 gab es 95 landwirtschaftliche Betriebe, davon waren sechs Haupterwerbsbetriebe, zehn wurden von juristischen Personen geführt und 79 waren Nebenerwerbsbetriebe. Bis 2010 verdoppelte sich die Zahl der Haupterwerbsbetriebe auf zwölf, zwölf wurden von juristischen Personen oder Personengemeinschaften geführt und 26 im Nebenerwerb bearbeitet.
| Wirtschaftssektor            | Anzahl Betriebe | Anzahl Betriebe | Erwerbstätige 2) | Erwerbstätige 2) |
| Wirtschaftssektor            | 2011            | 2001            | 2011             | 2001             |
| ---------------------------- | --------------- | --------------- | ---------------- | ---------------- |
| Land- und Forstwirtschaft 1) | 50              | 95              | 29               | 22               |
| Produktion                   | 13              | 8               | 38               | 38               |
| Dienstleistung               | 63              | 43              | 112              | 167              |

1) Betriebe mit Fläche in den Jahren 2010 und 1999 ,  2) Erwerbstätige am Arbeitsort

### Erwerbstätige, Pendler
Von den 804 Erwerbstätigen, die in Mannersdorf wohnen, arbeiten 129 in der eigenen Gemeinde, 675 pendeln in andere Gemeinden aus. Fünfzig Personen pendeln aus anderen Gemeinden ein (Stand 2011).

### Bildung
In der Gemeinde gibt es drei Kindergärten und zwei Volksschulen, eine in Mannersdorf und eine in Rattersdorf.

### Infrastruktur
Seit 2017 führt die Verlängerung der Burgenland Schnellstraße S31 als Pullendorfer Straße B61a bis Rattersdorf.

## Politik

### Gemeinderat

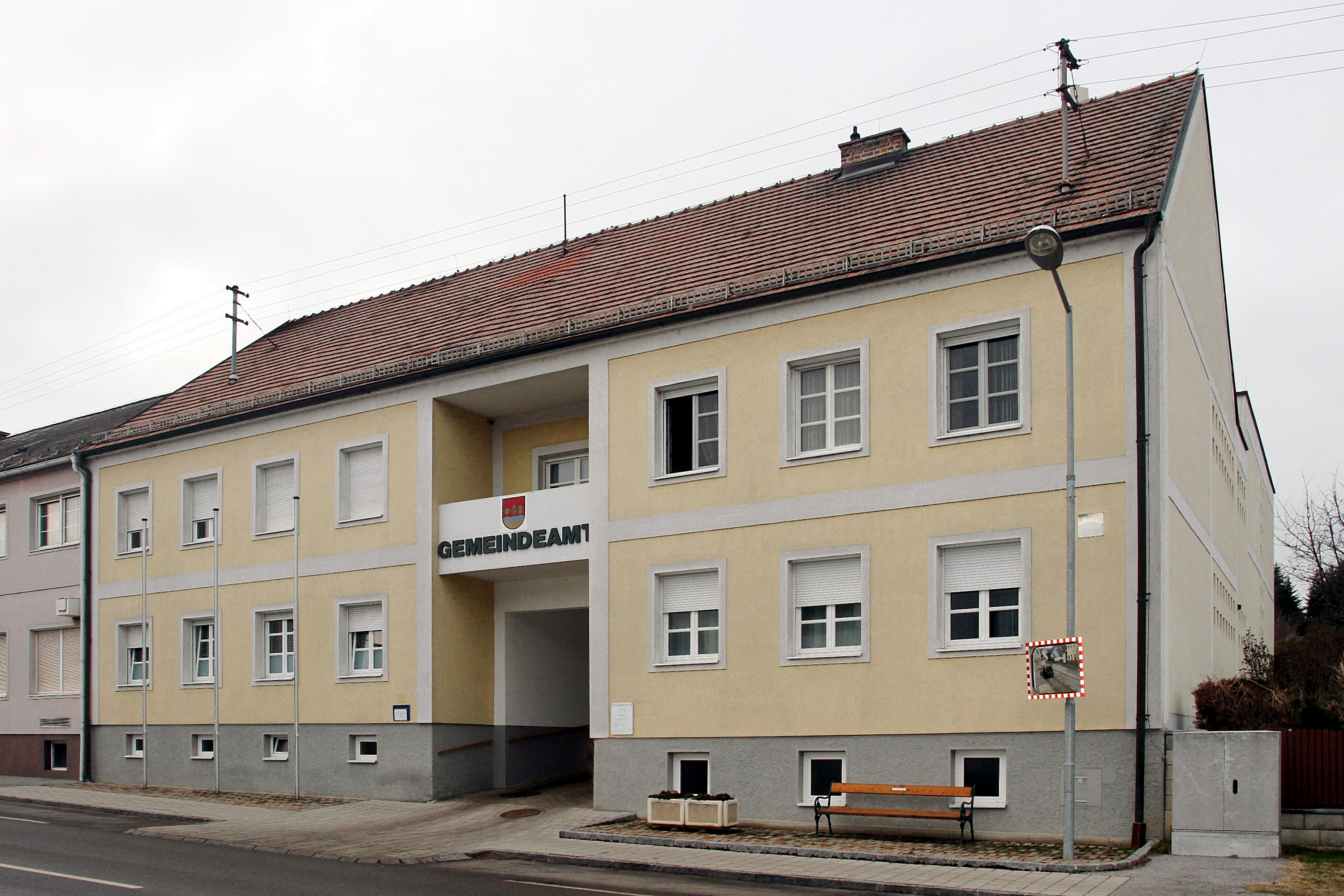
Gemeindeamt Mannersdorf an der Rabnitz

Der Gemeinderat umfasst aufgrund der Anzahl der Wahlberechtigten insgesamt 21 Mitglieder.
| Partei          | 2022             | 2022             | 2022             | 2017             | 2017             | 2017             | 2012             | 2012             | 2012             | 2007             | 2007             | 2007             | 2002             | 2002             | 2002             | 1997             | 1997             | 1997             |
| Partei          | Sti.             | %                | M.               | Sti.             | %                | M.               | Sti.             | %                | M.               | Sti.             | %                | M.               | Sti.             | %                | M.               | Sti.             | %                | M.               |
| --------------- | ---------------- | ---------------- | ---------------- | ---------------- | ---------------- | ---------------- | ---------------- | ---------------- | ---------------- | ---------------- | ---------------- | ---------------- | ---------------- | ---------------- | ---------------- | ---------------- | ---------------- | ---------------- |
| SPÖ             | 596              | 49,17            | 11               | 669              | 54,84            | 12               | 704              | 51,39            | 11               | 632              | 46,13            | 10               | 849              | 59,54            | 13               | 796              | 60,53            | 13               |
| BLVP            | 580              | 47,85            | 10               | nicht kandidiert | nicht kandidiert | nicht kandidiert | nicht kandidiert | nicht kandidiert | nicht kandidiert | nicht kandidiert | nicht kandidiert | nicht kandidiert | nicht kandidiert | nicht kandidiert | nicht kandidiert | nicht kandidiert | nicht kandidiert | nicht kandidiert |
| KLART           | 36               | 2,97             | 0                | nicht kandidiert | nicht kandidiert | nicht kandidiert | nicht kandidiert | nicht kandidiert | nicht kandidiert | nicht kandidiert | nicht kandidiert | nicht kandidiert | nicht kandidiert | nicht kandidiert | nicht kandidiert | nicht kandidiert | nicht kandidiert | nicht kandidiert |
| ÖVP             | nicht kandidiert | nicht kandidiert | nicht kandidiert | 444              | 36,39            | 8                | 609              | 44,45            | 10               | 703              | 51,31            | 11               | 507              | 35,55            | 7                | 489              | 37,19            | 8                |
| FLM A1          | nicht kandidiert | nicht kandidiert | nicht kandidiert | 107              | 8,77             | 1                | nicht kandidiert | nicht kandidiert | nicht kandidiert | nicht kandidiert | nicht kandidiert | nicht kandidiert | nicht kandidiert | nicht kandidiert | nicht kandidiert | nicht kandidiert | nicht kandidiert | nicht kandidiert |
| FPÖ             | nicht kandidiert | nicht kandidiert | nicht kandidiert | nicht kandidiert | nicht kandidiert | nicht kandidiert | 57               | 4,16             | 0                | nicht kandidiert | nicht kandidiert | nicht kandidiert | 70               | 4,91             | 1                | 30               | 2,28             | 0                |
| FBL             | nicht kandidiert | nicht kandidiert | nicht kandidiert | nicht kandidiert | nicht kandidiert | nicht kandidiert | nicht kandidiert | nicht kandidiert | nicht kandidiert | 35               | 2,55             | 0                | nicht kandidiert | nicht kandidiert | nicht kandidiert | nicht kandidiert | nicht kandidiert | nicht kandidiert |
| Wahlberechtigte | 1803             | 1803             | 1803             | 1789             | 1789             | 1789             | 1873             | 1873             | 1873             | 1870             | 1870             | 1870             | 1863             | 1863             | 1863             | 1748             | 1748             | 1748             |
| Wahlbeteiligung | 74,15 %          | 74,15 %          | 74,15 %          | 78,31 %          | 78,31 %          | 78,31 %          | 80,30 %          | 80,30 %          | 80,30 %          | 81,50 %          | 81,50 %          | 81,50 %          | 85,35 %          | 85,35 %          | 85,35 %          | 87,87 %          | 87,87 %          | 87,87 %          |

### Gemeindevorstand
Neben Bürgermeister Johann-Georg Horvath (SPÖ) und Vizebürgermeister Johann Plemenschits (ÖVP) gehören weiters die geschäftsführenden Gemeinderäte Peter Frühwirth (ÖVP), Walter Josef Kuntner (SPÖ), Adelheid Müller (SPÖ) und Anton Supper (ÖVP) dem Gemeindevorstand an.
Zu Ortsvorstehern wurden Walter Josef Kuntner (SPÖ, für Klostermarienberg) und Adelheid Müller (SPÖ, für Liebing) und Kurt Supper (SPÖ, für Mannersdorf) ernannt.

### Bürgermeister
Bürgermeister ist Johann-Georg Horvath (SPÖ). Sein Vorgänger Johann Schedl (SPÖ), der erst seit der Bürgermeisterdirektwahl 2012 an die Spitze der Gemeinde gerückt war, hatte bekanntgegeben, nicht mehr zu kandidieren. Bei der Wahl vom 1. Oktober 2017 konnte sich Horvath mit 58,08 % gegenüber Johann Plemenschits (ÖVP), der 41,92 % erreichte, als neuer Bürgermeister durchsetzen. Plemenschits wurde in der konstituierenden Sitzung des Gemeinderats neuerlich zum Vizebürgermeister gewählt.
Amtsleiterin ist Gerda Korner.

### Chronik der Bürgermeister seit Bildung der Großgemeinde
- 1971–1982 Stefan Trenovatz (SPÖ), 1950–1970 Bürgermeister vom 1971 eingemeindeten Klostermarienberg
- 1982–2002 Stefan Trenovatz jun.(SPÖ)
- 2002–2007 Norbert Kainer (SPÖ)
- 2007 Walter Kuntner (SPÖ)
- 2007–2012 Rudolf Draskovits (ÖVP)
- 2012–2017 Johann Schedl (SPÖ)
- seit 2017 Johann-Georg Horvath (SPÖ)

## Persönlichkeiten

### In Mannersdorf geboren
- János Fonovich (1715–1806), Lehrer und Jesuit
- Theodor Kery (1918–2010), österreichischer Politiker (SPÖ), 1966–1985 Landeshauptmann des Burgenlandes
- Stefan Trenovatz (1912–2004), österreichischer Politiker (SPÖ)

### Mit Mannersdorf verbunden
- Franz Hiesel (1921–1996), österreichischer Hörspielautor, Dramaturg und Schriftsteller